# Stanko Bubalo
Stanko Bubalo (Široki Brijeg, 26. travnja 1973.) hrvatski je umirovljeni nogometaš i bivši reprezentativac. 
S 59 postignutih pogodaka najbolji je strijelac Prve lige Herceg-Bosne.
Za reprezentaciju Hrvatske debitirao je 1999. godine protiv Meksika. Pored te utakmice ubilježio je još jedan nastup.
Statistika u Hajduku
| Natjecanje        | Nastupi | Zgoditci |
| ----------------- | ------- | -------- |
| Prvenstvo         | 26      | 14       |
| Kup               | 6       | 7        |
| Superkup          | 0       | 0        |
| Međunarodne       | 2       | 0        |
| Splitski podsavez | 0       | 0        |
| Ukupno            | 34      | 21       |
| Prijateljske      | 5       | 6        |
| Sveukupno         | 39      | 27       |

## Vanjske poveznice
- Stanko Bubalo – statistika (engl.)
- Stanko Bubalo na stranici HNS-a